# Podalonia albohirsuta
Podalonia albohirsuta là một loài côn trùng cánh màng trong họ Sphecidae, thuộc chi Podalonia. Loài này được Tsuneki miêu tả khoa học đầu tiên năm 1971.